# Campeonato Mundial de Atletismo de 2019 - Lançamento de dardo feminino
A competição do lançamento de dardo feminino no Campeonato Mundial de Atletismo de 2019 foi realizada no Estádio Internacional Khalifa, em Doha, no Catar, nos dias 30 de setembro e 1 de outubro.

## Recordes
Antes da competição, os recordes eram os seguintes: 
| Recorde mundial                               | Barbora Špotáková (CZE)   | 72.28 | Estugarda, Alemanha       | 13 de setembro de 2008 |
| Recorde do campeonato                         | Osleidys Menéndeza (CUB)  | 71.70 | Helsinque, Finlândia      | 14 de agosto de 2005   |
| Recorde do ano                                | Lü Huihui (CHN)           | 67.98 | Shenyang, China           | 2 de agosto de 2019    |
| Recorde africano                              | Sunette Viljoen (RSA)     | 69.35 | Nova York, Estados Unidos | 9 de junho de 2012     |
| Recorde asiático                              | Lü Huihui (CHN)           | 67.98 | Shenyang, China           | 2 de agosto de 2019    |
| Recorde da América do Norte, Central e Caribe | Olisdeilys Menéndez (CUB) | 71.70 | Helsínquia, Finlândia     | 14 de agosto de 2005   |
| Recorde da América do Sul                     | Flor Ruiz (COL)           | 63.84 | Cali, Colômbia            | 25 de junho de 2016    |
| Recorde europeu                               | Barbora Špotáková (CZE)   | 72.28 | Estugarda, Alemanha       | 13 de setembro de 2008 |
| Recorde da Oceania                            | Kimberley Mickle (AUS)    | 66.83 | Gold Coast, Austrália     | 11 de abril de 2018    |

## Medalhistas
| Ouro                    | Prata             | Bronze          |
| Kelsey-Lee Barber (AUS) | Liu Shiying (CHN) | Lü Huihui (CHN) |

## Tempo de qualificação
| Tempo de qualificação |
| --------------------- |
| 61.50 m               |

## Calendário
| Data                   | Horário | Fase         |
| ---------------------- | ------- | ------------ |
| 30 de setembro de 2019 | 16:30   | Qualificação |
| 1 de outubro de 2019   | 21:20   | Final        |

Todos os horários estão no horário local (UTC+3)

## Resultados

### Qualificação
Qualificação: 63.50 m (Q) ou as 12 melhores performances (q). 
| Pos. | Grupo | Atleta                | Nacionalidade  | Tentativa | Tentativa | Tentativa | Marca | Notas |
| Pos. | Grupo | Atleta                | Nacionalidade  | 1         | 2         | 3         | Marca | Notas |
| ---- | ----- | --------------------- | -------------- | --------- | --------- | --------- | ----- | ----- |
| 1    | B     | Lü Huihui             | China          | 62.90     | 67.27     |           | 67.27 | Q     |
| 2    | B     | Christin Hussong      | Alemanha       | 65.29     |           |           | 65.29 | Q     |
| 3    | A     | Liu Shiying           | China          | 62.35     | 63.48     | 61.56     | 63.48 | q     |
| 4    | A     | Martina Ratej         | Eslovênia      | 60.78     | 62.87     | –         | 62.87 | q     |
| 5    | A     | Annu Rani             | Índia          | 57.05     | 62.43     | 60.50     | 62.43 | q,    |
| 6    | B     | Barbora Špotáková     | Chéquia        | x         | 58.27     | 62.15     | 62.15 | q     |
| 7    | B     | Kara Winger           | Estados Unidos | 60.56     | 61.51     | 62.13     | 62.13 | q     |
| 8    | B     | Tatsiana Khaladovich  | Bielorrússia   | x         | 61.74     | x         | 61.74 | q     |
| 9    | A     | Nikola Ogrodníková    | Chéquia        | x         | 50.95     | 61.17     | 61.17 | q     |
| 10   | A     | Kelsey-Lee Barber     | Austrália      | 61.08     | 58.95     | 58.20     | 61.08 | q     |
| 11   | A     | Sara Kolak            | Croácia        | 60.03     | x         | 60.99     | 60.99 | q     |
| 12   | B     | Irena Šedivá          | Chéquia        | 55.51     | 60.90     | x         | 60.90 | q     |
| 13   | A     | Haruka Kitaguchi      | Japão          | 57.34     | 60.84     | 60.54     | 60.84 |       |
| 14   | B     | Alexie Alaïs          | França         | 57.37     | 60.46     | 56.83     | 60.46 |       |
| 15   | A     | Ariana Ince           | Estados Unidos | 60.44     | x         | 58.08     | 60.44 |       |
| 16   | A     | Elizabeth Gleadle     | Canadá         | 57.35     | 59.22     | 60.17     | 60.17 |       |
| 17   | B     | Sunette Viljoen       | África do Sul  | 60.10     | 56.56     | 55.57     | 60.10 |       |
| 18   | A     | Madara Palameika      | Letônia        | 59.95     | x         | x         | 59.95 |       |
| 19   | B     | Su Lingdan            | China          | 58.56     | 53.73     | x         | 58.56 |       |
| 20   | A     | Eda Tuğsuz            | Turquia        | 56.98     | x         | 58.28     | 58.28 |       |
| 21   | A     | Annika Fuchs          | Alemanha       | 57.10     | 58.16     | 56.74     | 58.16 |       |
| 22   | B     | Maria Andrejczyk      | Polónia        | 57.68     | 55.39     | 56.28     | 57.68 |       |
| 23   | B     | Liveta Jasiūnaitė     | Lituânia       | 56.90     | 55.15     | 55.97     | 56.90 |       |
| 24   | A     | Anete Kociņa          | Letônia        | x         | x         | 56.70     | 56.70 |       |
| 25   | B     | Réka Szilágyi         | Hungria        | 54.37     | 53.94     | 56.26     | 56.26 |       |
| 26   | B     | Hanna Hatsko-Fedusova | Ucrânia        | 54.79     | 55.84     | x         | 55.84 |       |
| 27   | B     | Līna Mūze             | Letônia        | 55.66     | x         | 55.11     | 55.66 |       |
| 28   | A     | Laila Domingos        | Brasil         | 55.44     | 52.03     | 55.49     | 55.49 |       |
| 29   | B     | Yuka Sato             | Japão          | 51.88     | x         | 55.03     | 55.03 |       |
| 30   | A     | Yu Yuzhen             | China          | 53.38     | 49.26     | 48.11     | 53.38 |       |
| 31   | A     | Victoria Hudson       | Áustria        | 52.51     | x         | x         | 52.51 |       |

### Final
A final ocorreu dia 1 de outubro às 21:22. 
| Pos.              | Atleta               | Nacionalidade  | Tentativa | Tentativa | Tentativa | Tentativa | Tentativa | Tentativa | Marca | Notas                |
| Pos.              | Atleta               | Nacionalidade  | 1         | 2         | 3         | 4         | 5         | 6         | Marca | Notas                |
| ----------------- | -------------------- | -------------- | --------- | --------- | --------- | --------- | --------- | --------- | ----- | -------------------- |
| Medalha de ouro   | Kelsey-Lee Barber    | Austrália      | 62.95     | 61.40     | 58.34     | 60.90     | 63.65     | 66.56     | 66.56 |                      |
| Medalha de prata  | Liu Shiying          | China          | 64.81     | 62.61     | 64.82     | 61.82     | 65.88     | 65.75     | 65.88 | Recorde da temporada |
| Medalha de bronze | Lü Huihui            | China          | 64.93     | 65.06     | 65.00     | 62.31     | 65.49     | 62.61     | 65.49 |                      |
| 4                 | Christin Hussong     | Alemanha       | 60.58     | 65.05     | 60.26     | 60.84     | 62.25     | 65.21     | 65.21 |                      |
| 5                 | Kara Winger          | Estados Unidos | 57.96     | 61.77     | 62.88     | x         | 63.23     | 62.40     | 63.23 |                      |
| 6                 | Tatsiana Khaladovich | Bielorrússia   | x         | 60.84     | 62.54     | 62.23     | 60.51     | 61.98     | 62.54 |                      |
| 7                 | Sara Kolak           | Croácia        | 58.22     | 62.22     | 60.93     | 57.09     | 62.28     | 56.21     | 62.28 |                      |
| 8                 | Annu Rani            | Índia          | 59.25     | 61.12     | 60.20     | 60.40     | 58.49     | 57.93     | 61.12 |                      |
| 9                 | Barbora Špotáková    | Chéquia        | x         | 59.52     | 59.87     |           |           |           | 59.87 |                      |
| 10                | Martina Ratej        | Eslovênia      | 58.98     | 57.22     | 57.32     |           |           |           | 58.98 |                      |
| 11                | Nikola Ogrodníková   | Chéquia        | x         | 56.01     | 57.24     |           |           |           | 57.24 |                      |
| 12                | Irena Šedivá         | Chéquia        | 55.73     | x         | 55.86     |           |           |           | 55.86 |                      |

Legenda
| Recorde mundial       | Recorde mundial (World record)               |                       | Recorde africano                      | Recorde africano (African) |                                           | Q | Classificado por posição (Qualified) |
| Recorde do campeonato | Recorde do campeonato (Championship record)  | Recorde da América    | Recorde da América (Americas)         | q                          | Classificado por melhor tempo (Qualified) |   |                                      |
| Melhor marca do ano   | Melhor marca do ano (World leading)          | Recorde asiático      | Recorde asiático (Asian)              | DNS                        | Não largou (Did not start)                |   |                                      |
| Recorde nacional      | Recorde nacional (National record)           | Recorde europeu       | Recorde europeu (European)            | DNF                        | Não terminou (Did not finish)             |   |                                      |
| Recorde pessoal       | Recorde pessoal do atleta (Personal best)    | Recorde da Oceania    | Recorde da Oceania (Oceania)          | DSQ / DQ                   | Desclassificado (Disqualified)            |   |                                      |
| Recorde da temporada  | Recorde da temporada do atleta (Season best) | Recorde sul-americano | Recorde sul-americano (South America) | NM                         | Sem marca (No mark)                       |   |                                      |